# Reitwiller
Reitwiller (deutsch Reitweiler) ist heute ein Ortsteil der französischen Gemeinde Berstett im Département Bas-Rhin in der Region Grand Est (bis 2015 Elsass).

## Geschichte

### Mittelalter
Das Dorf hieß ursprünglich „Routebur“. Reitweiler gehörte als Allod schon Anfang des 13. Jhs. den Herren von Lichtenberg. Sie ordneten es dem Amt Buchsweiler zu, das am Anfang des 14. Jahrhunderts als Amt der Herrschaft Lichtenberg entstand. Anlass dafür können die beiden Landesteilungen gewesen sein, die im Haus Lichtenberg um 1330 und im Jahr 1335 stattfanden. Reitweiler fiel dabei je zur Hälfte an Johann II. von Lichtenberg, aus der älteren Linie des Hauses, und – hier ist die Quelle widersprüchlich – entweder an die Nachkommen des früh verstorbenen Johann III. von Lichtenberg, die die mittlere Linie des Hauses begründeten oder an Ludwig III. von Lichtenberg und die jüngere Linie.
Anna von Lichtenberg (* 1442; † 1474), Tochter von Ludwig V. von Lichtenberg (* 1417; † 1474), und eine von zwei Erbtöchtern mit Ansprüchen auf die Herrschaft, heiratete 1458 den Grafen Philipp I. den Älteren von Hanau-Babenhausen (* 1417; † 1480). Der hatte eine kleine Sekundogenitur aus dem Bestand der Grafschaft Hanau erhalten, um sie heiraten zu können. Durch die Heirat entstand die Grafschaft Hanau-Lichtenberg. Nach dem Tod des letzten Lichtenbergers, Jakob von Lichtenberg, eines Onkels von Anna, erhielt Philipp I. d. Ä. 1480 die Hälfte der Herrschaft Lichtenberg. Die andere Hälfte gelangte an seinen Schwager, Simon IV. Wecker von Zweibrücken-Bitsch. Das Amt Buchsweiler – und damit auch Reitweiler – gehörten zu dem Teil von Hanau-Lichtenberg, den die Nachkommen von Anna erbten. Das Ortswappen nimmt direkten Bezug auf das Wappen der Grafschaft Hanau.

### Neuzeit
Graf Philipp IV. von Hanau-Lichtenberg (1514–1590) führte nach seinem Regierungsantritt 1538 die Reformation in seiner Grafschaft konsequent durch, die nun lutherisch wurde.
Mit der Reunionspolitik Frankreichs unter König Ludwig XIV. kam das Amt Buchsweiler unter französische Oberhoheit. Nach dem Tod des letzten Hanauer Grafen, Johann Reinhard III. 1736, fiel das Hanau-Lichtenberg – und damit auch das Amt Buchsweiler – an den Sohn seiner einzigen Tochter, Charlotte, Landgraf Ludwig (IX.) von Hessen-Darmstadt. Mit dem durch die Französische Revolution begonnenen Umbruch wurde Reitweiler französisch. 1798 hatte das Dorf 238 Einwohner.

## Literatur

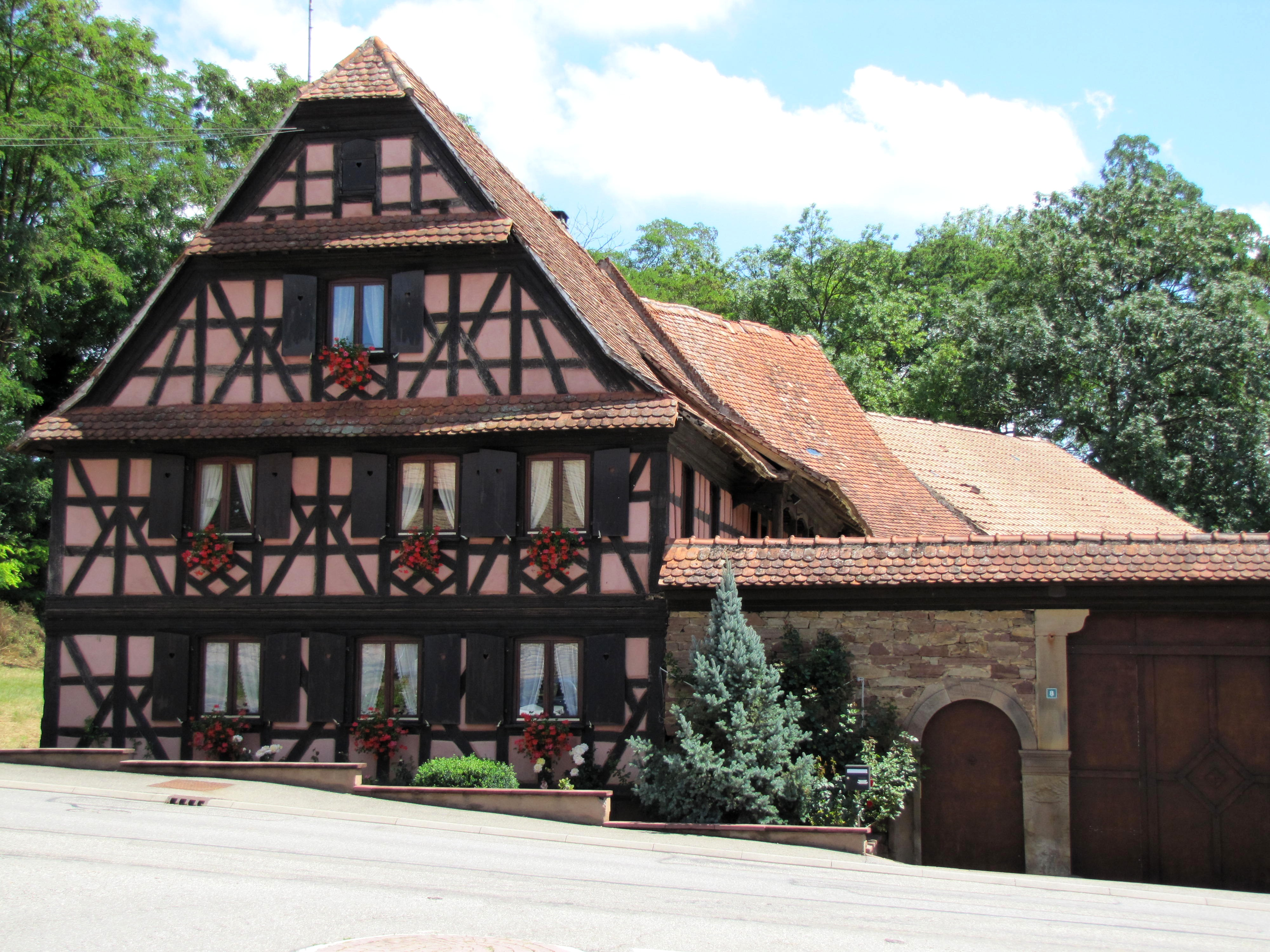
Mühle